# Вінсюм
Вінсюм (нід. Winsum, нід. вимова: [ˈʋɪnsʏm] ( прослухати)) — село в нідерландській провінції Гронінген. Мало статус окремого муніципалітету до 1 січня 2019 року, відколи увійшло до складу новоствореного муніципалітету Гет-Гогеланд.
Його площа становить 27,82км², а населення станом на 2021 рік складало 7 405 осіб.

## Галерея

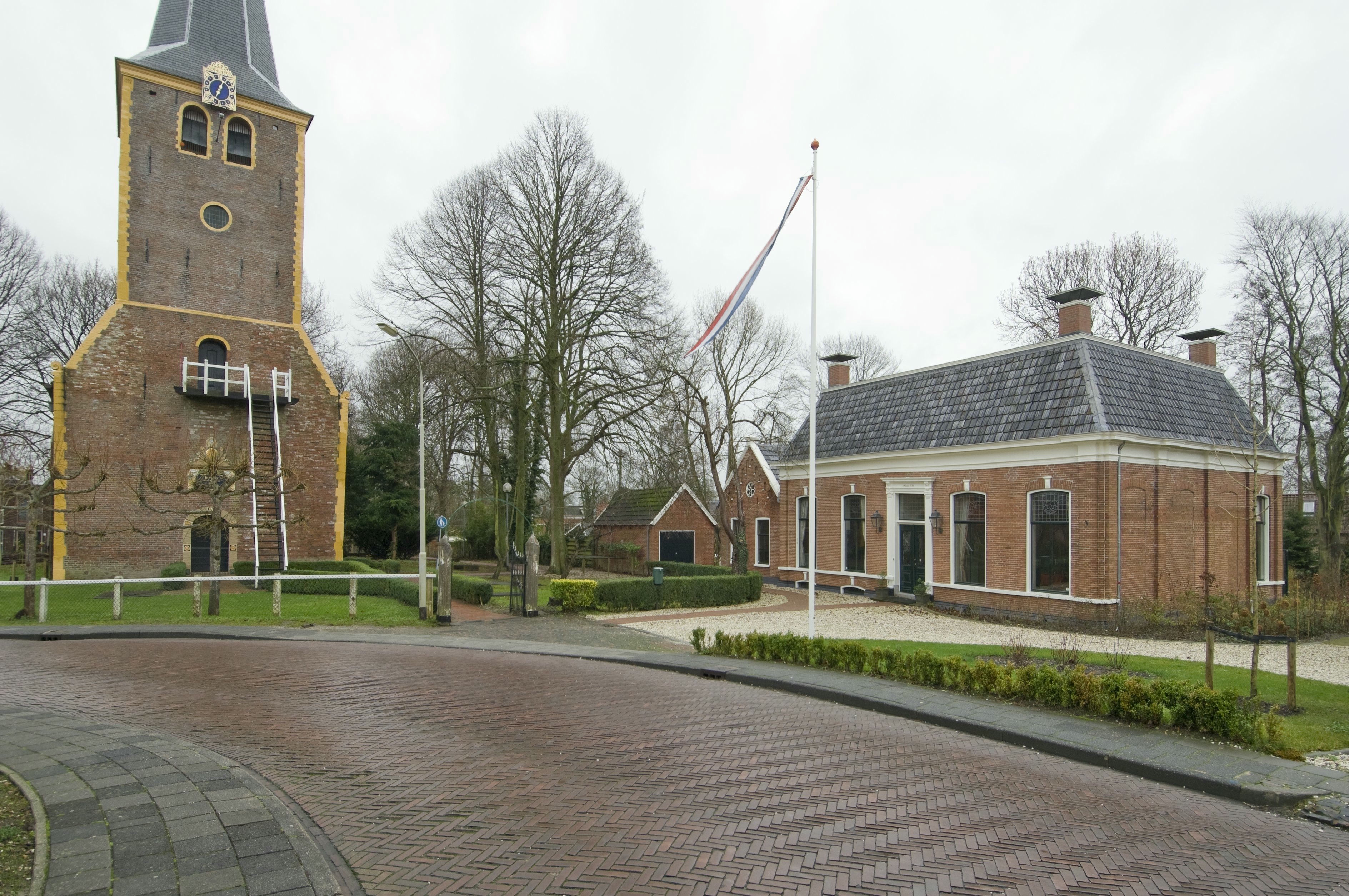
Церква і будинок почту
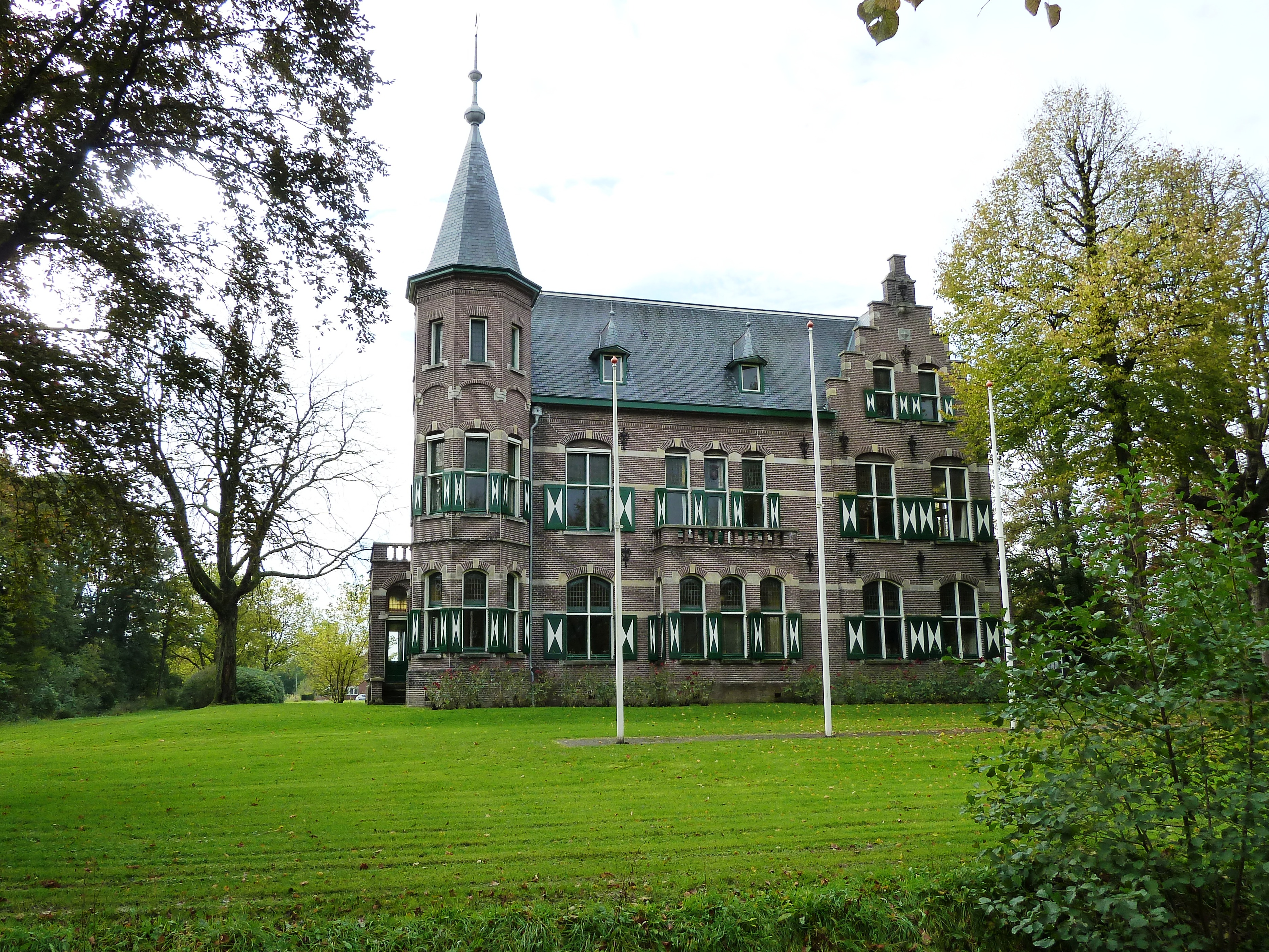
Будівля колишньої мерії
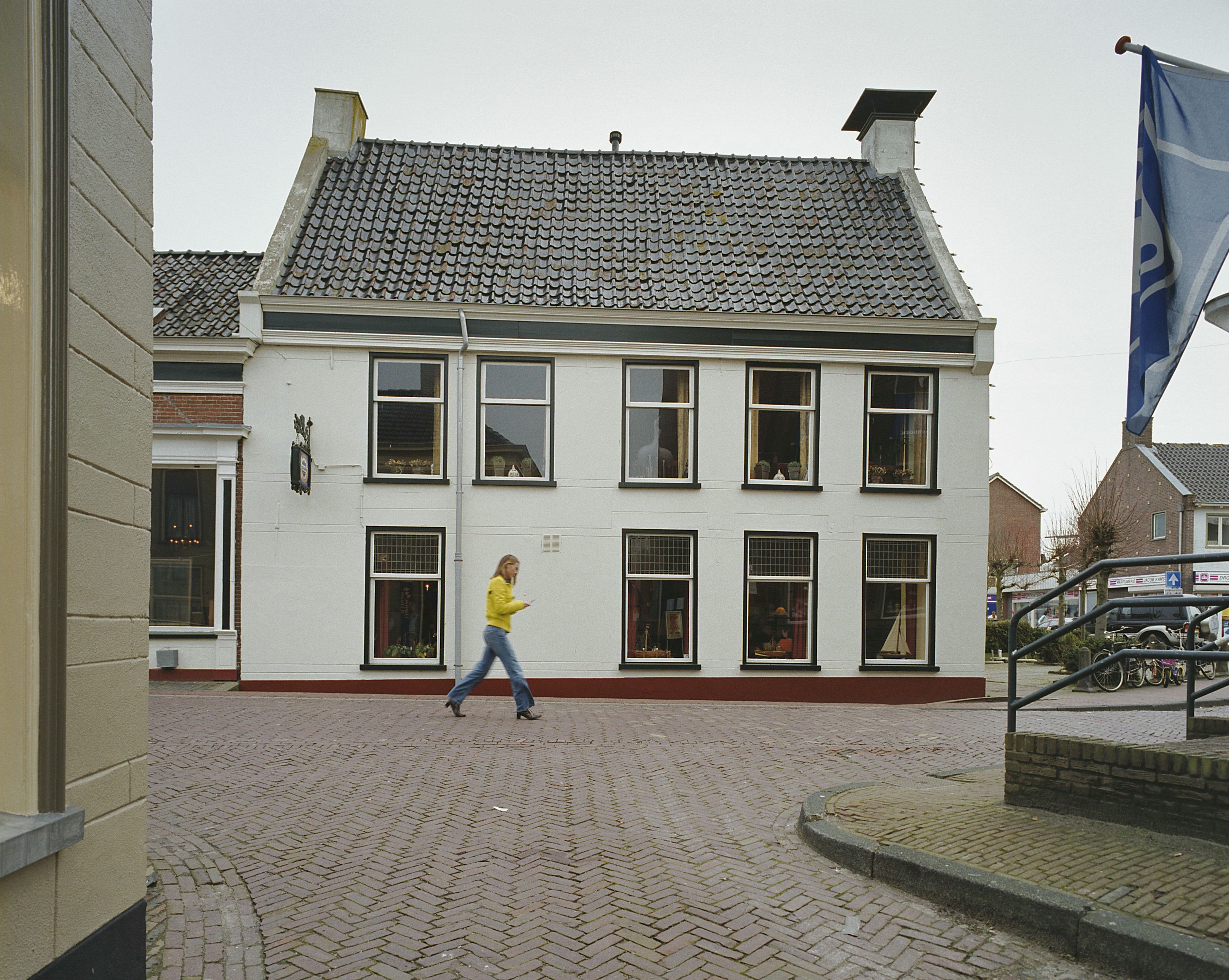
Гостьовий будинок
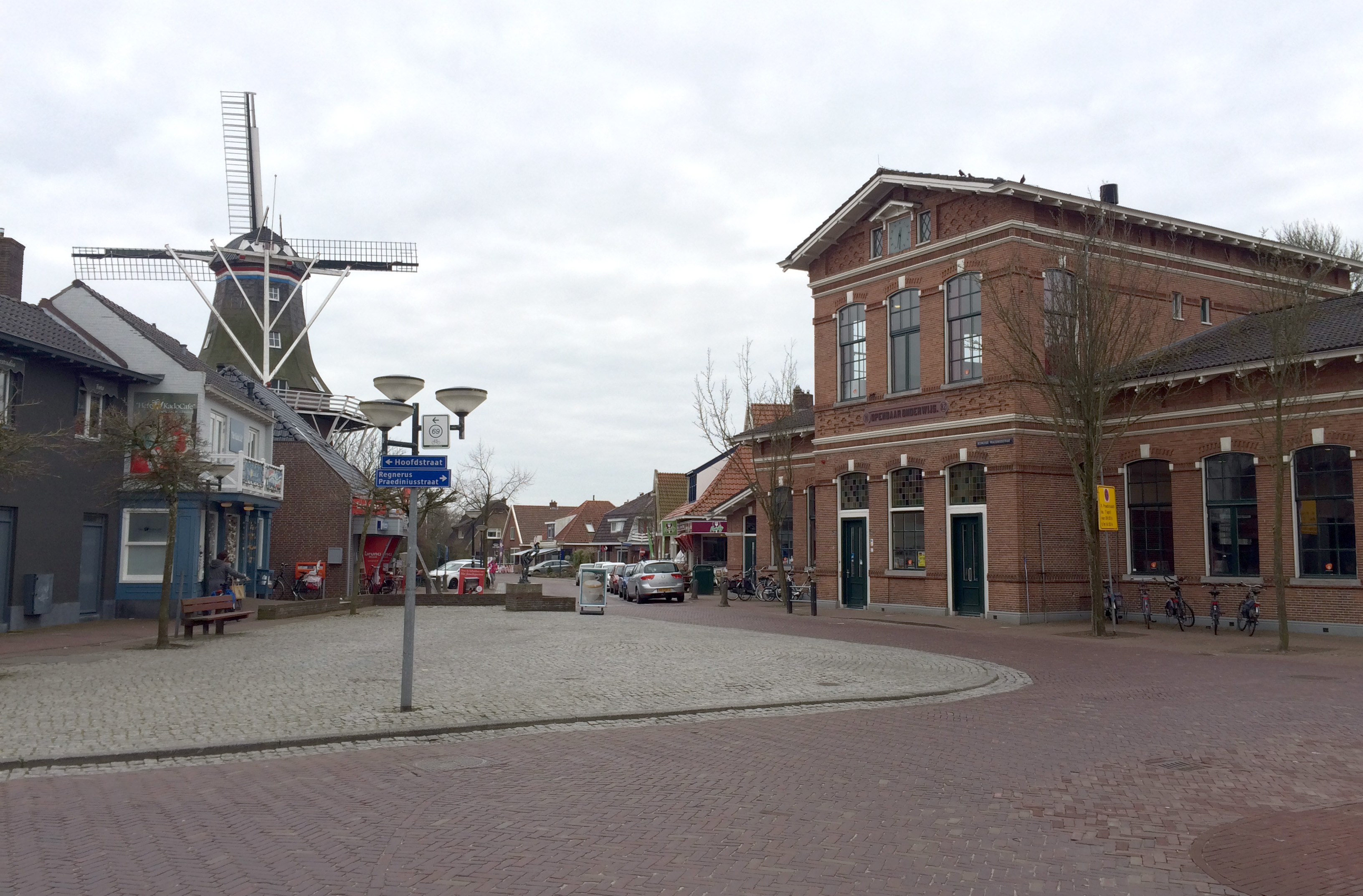
Головна вулиця